# Spreckenser Moor
Das Spreckenser Moor ist ein Naturschutzgebiet in der niedersächsischen Stadt Bremervörde im Landkreis Rotenburg (Wümme).

## Allgemeines
Das Naturschutzgebiet mit dem Kennzeichen NSG LÜ 340 ist rund 64 Hektar groß. Es ist nahezu identisch mit dem 63,35 Hektar großen, gleichnamigen FFH-Gebiet. Das Gebiet steht seit dem 1. Januar 2019 unter Naturschutz. Zuständige untere Naturschutzbehörde ist der Landkreis Rotenburg (Wümme).

## Beschreibung
Das Naturschutzgebiet liegt südwestlich von Bremervörde. Es stellt einen Hochmoorrest am Rande einer Moorniederung unter Schutz. Das Moor ist entwässert und teilweise kultiviert. Große Flächen werden von Moorwäldern eingenommen. Dominierende Baumarten sind Moor- und Hängebirke sowie Waldkiefer. Daneben siedeln Seggenriede. Kleinflächig sind Moorheiden mit Rosmarin- und Glockenheide zu finden. Ein Teilbereich im Nordosten wird von Magerrasen eingenommen. Nach Süden schließen sich überwiegend intensiv genutzte Grünlandbereiche auf Sandböden der Geest an die Moorwälder an.
Das Gebiet ist Lebensraum und Rückzugsgebiet verschiedener gefährdeter Tier- und Pflanzenarten. So siedeln hier u. a. Gagel, Moosbeere, Rundblättriger Sonnentau, Weißes Schnabelried, Bachnelkenwurz, Sumpfdotterblume und Ackerziest. Im Schutzgebiet leben u. a. verschiedene Schmetterlinge, darunter die Rote-Liste-Arten Hochmoorbläuling und Großes Wiesenvögelchen.
Das Gebiet ist größtenteils von landwirtschaftlichen Nutzflächen umgeben. Im zentralen Bereich des Schutzgebietes ragt eine etwa drei Hektar große, als Acker genutzte Fläche in die bewaldeten Flächen hinein. Schutzziel ist unter anderem, die Ackerfläche in Grünland umzuwandeln. Durch das Gebiet verläuft ein Graben. Das Gebiet entwässert zum Fahrendorfer Kanal, der östlich des Bremervörder Ortsteils Spreckens in die Oste mündet. Teile des Gebietes sind von Wegen aus erlebbar.